# Für immer
Für immer é o sétimo single da banda alemã Unheilig. Foi lançado em 21 de maio de 2010 sendo o segundo do álbum Grosse Freiheit. 

## Lista de Faixas
| N.º | Título          | Duração |  |
| 1.  | "Für immer"     | 3:23    |  |
| 2.  | "Die neue Welt" | 4:41    |  |

## Posição nas paradas
| Paradas  | Posição |
| -------- | ------- |
| Alemanha | 17      |
| Áustria  | 51      |
| Suíça    | 57      |

## Créditos
- Der Graf - Vocais/Composição/Letras/Produção
- Christoph "Licky" Termühlen - Guitarra
- Henning Verlage - Teclados/Programação
- Martin "Potti" Potthoff - Bateria